# Нидеранвен
Нидеранвен (на люксембургски: Gemeng Nidderaanwen) е община в Люксембург, окръг Люксембург, кантон Люксембург.
Ема обща площ от 41,36 км². Населението ѝ е 5507 души през 2009 година.

## Състав
Общината се състои от 9 села:
- (Hueschtert)
- (Iernster)
- Нидеранвен (Nidderaanwen)
- (Rammeldang)
- (Senneng)
- (Sennengerbierg)
- (Ueweraanwen)
- (Stafelter)
- (Waldhaff)